# Chambord-i kastély
A chambord-i kastély (franciául: Château de Chambord) 16. századi, reneszánsz stílusban épült kastély a Loire-völgyben, Franciaország Loir-et-Cher megyéjében, Chambord község közelében. Jellegzetes, a reneszánsz stílusjegyeket a hagyományos középkori francia építészettel vegyítő külseje az egyik legszebb francia kastéllyá teszi. A chambord-i a Loire menti kastélyok közül a legnagyobb. Építését I. Ferenc király rendelte. Az építész kiléte ismeretlen, feltehetően Domenico da Cortona tervezte és lehetséges hogy Leonardo da Vinci is közreműködött az épület terveiben. 
A francia forradalom után a kastély egy ideig elhagyatott volt, majd restaurálták. A második világháborúban a Louvre és a compiègne-i kastély műkincseinek egy részét itt helyezték el. 1981 óta a Loire-völgy többi építészeti emlékével az UNESCO Világörökség része. A kastélyt évente 700 ezer látogató keresi fel.

## Szerkezete

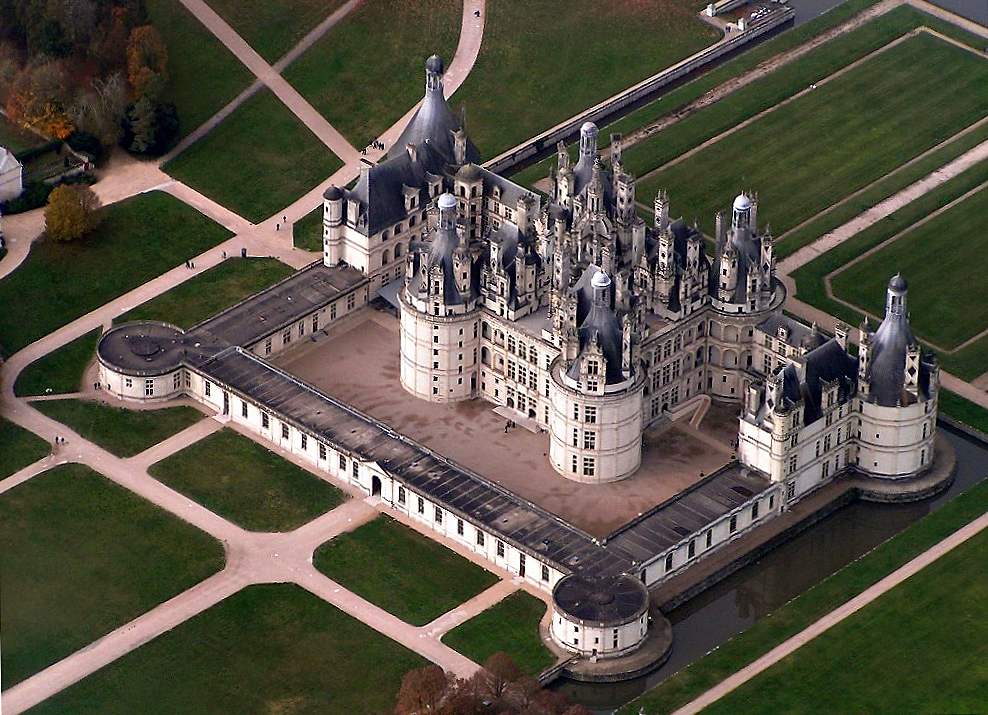
A chambord-i kastély a levegőből

A 16. századi Franciaországban a vidéki kastélyok már nem annyira védelmi, mint reprezentációs és lakóépületi célokat szolgáltak. Bár a korábbi várépítészet jegyei - lakótorony, sarokbástyák, vizesárok - továbbra is fellelhetők rajtuk, katonai célokra már nem alkalmasak és kertekkel, vadasparkokkal, mesterséges tavakkal egészítették ki őket. A chambord-i kastély ugyanilyen alapelvek szerint épült. Alaprajza várra emlékeztet, sarkain bástyákkal és tornyokkal megerősített fal veszi körbe a központi erődöt. A központi épület tervrajza azonban szakít a középkori, folyosóról nyíló szobák rendszerével és az olasz és francia reneszánsz felfogásának megfelelően a szobák önálló lakosztályokba csoportosulnak. A négy sarkán jókora tornyokkal megerősített főépülethez közvetlenül csatlakoznak az északi főhomlokzat falat és saroktornyot utánzó lakószárnyai. A főépület alaprajza egyenlő szárú, ún. görög keresztet formáz, ami akkoriban népszerű volt az olasz templomok építői körében (a római Szent Péter-bazilika kezdeti tervei is ezen alapultak), de világi épületek esetében ritkán alkalmazták. A külső fal hátsó részén látható, hogy eredetileg azokat a falakat és sarokbástyákat is a főhomlokzathoz hasonlóan akarták kiépíteni, de a kastély ezen részét nem fejezték be. A kastély nem védelmi céllal épült, így falai, tornyai, csatornái kizárólag dekorációs célokat szolgálnak. Az olasz építészetből kölcsönzött nagy ablakok és loggiák a hidegebb és nedvesebb franciaországi éghajlaton kevésbé bizonyultak praktikusnak. 

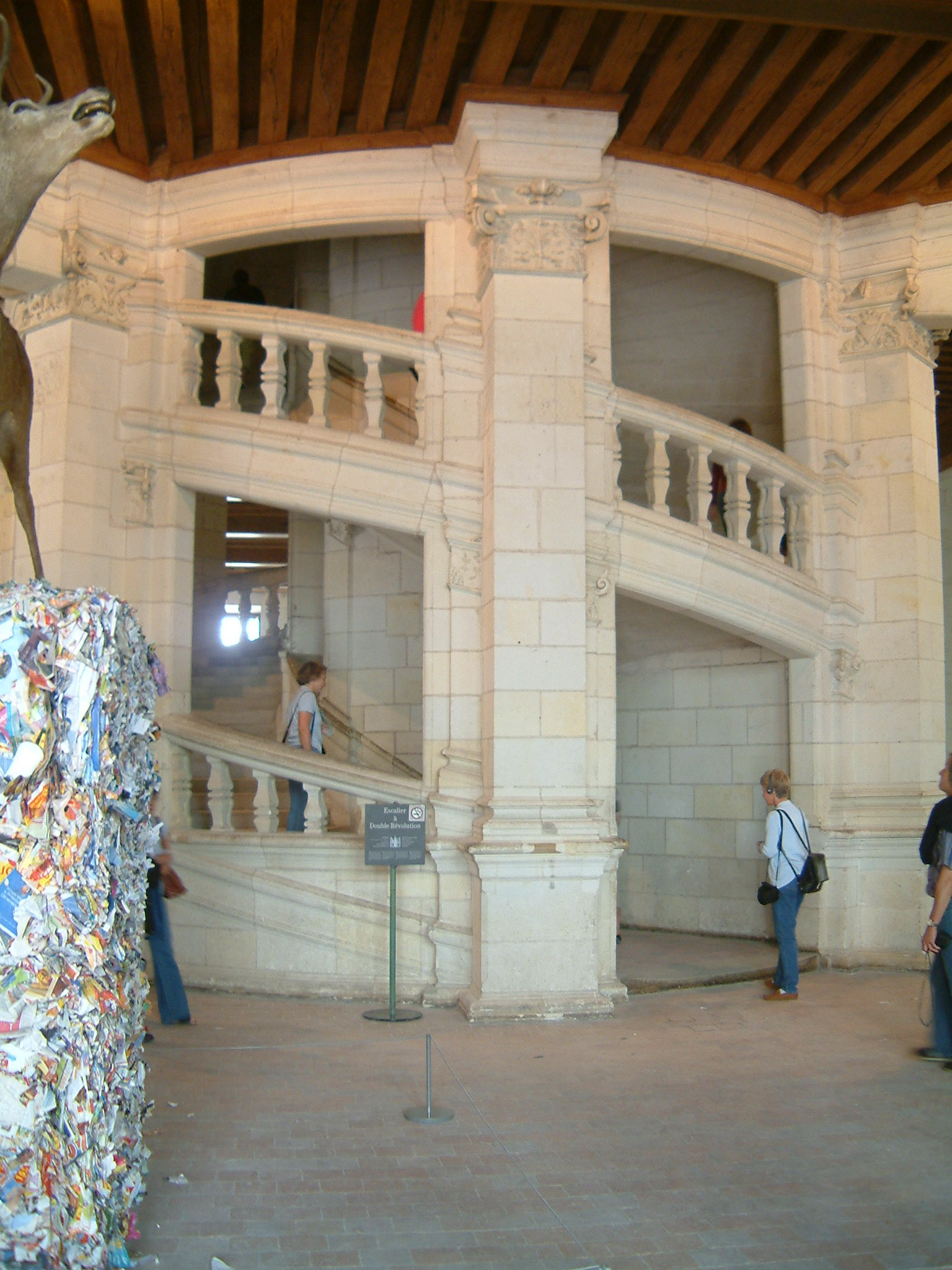
A Leonardo tervezte csigalépcső

Az épület északi főhomlokzata 156 méter hosszú, az oldalhomlokzat 117 méteres. A kastélyban 426 szoba, 282 tűzhely, 77 lépcső és 800 domborműves oszlop található. 
A tömbszerű falakat és tornyokat kellemesen ellensúlyozza a tizenegyféle tornyocskából és háromféle kéményből aszimmetrikusan összeállított, szinte külön városkára emlékeztető tetőzet. Henry James írta róla "a tornyok, kupolák, oromzatok, ablakok, kémények sokkal inkább tűnnek egy város tornyainak, mint egyetlen épület kiszögellő csúcsainak".
Építészeti szempontból mesterműnek számít a főépület központi kettős csigalépcsője. A két lépcsősor egymás köré tekeredve emelkedik a háromszintnyi magasságba. Belső világítását egy felül a szabadba nyíló szűk világítóakna oldja meg. Feltételezik, hogy a lépcsőt az idős Leonardo da Vinci tervezte aki akkor I. Ferenc szolgálatában állt (és néhány hónappal a kastély építésének megkezdése előtt halt meg), de erre közvetlen bizonyíték nem áll rendelkezésre. 
A kastélyt 5250 hektáros (ebből 1000 hektár hozzáférhető a nagyközönség számára), szarvasok lakta vadaspark veszi körbe, melyet egy 31 km-es fallal kerítettek körül. A király állítólag azt tervezte, hogy eltéríti a Loire folyását, hogy körbevegye a kastélyt, de végül csak egy, a várárkot tápláló csatornát ástak a közeli Cosson mellékfolyóhoz. 

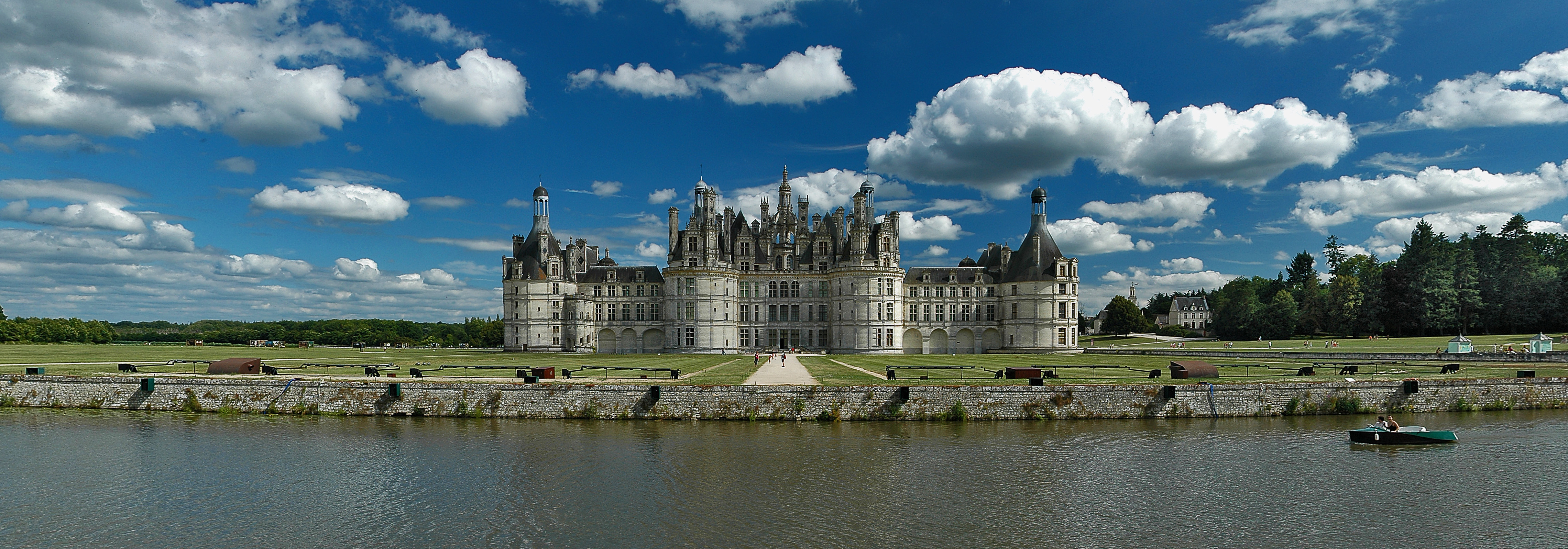
A kastély északi főhomlokzata

## Története

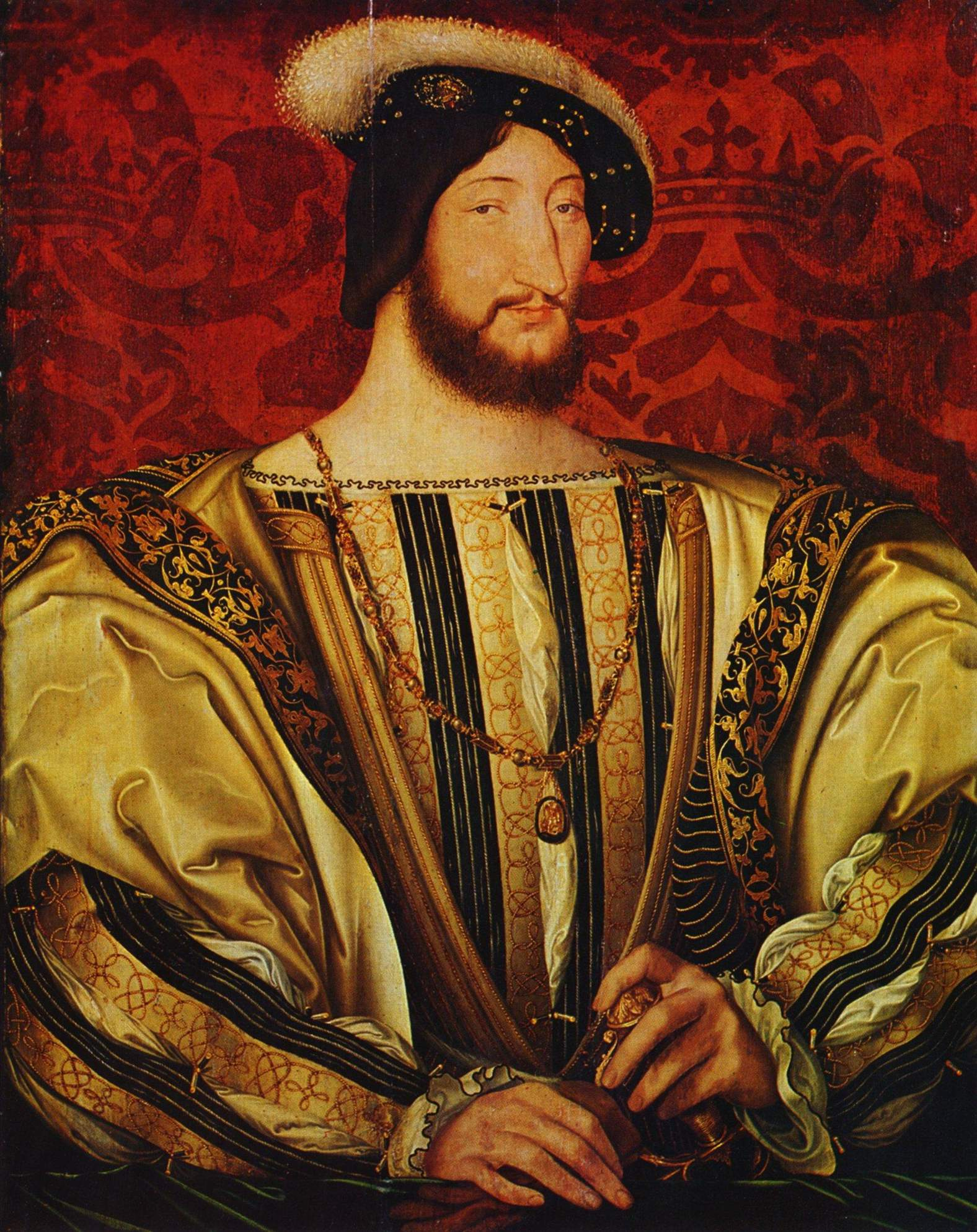
I. Ferenc

A chambord-i kastélyt feltehetően Domenico da Cortona tervezte, akinek famodelljét a 17. században André Félibien lerajzolta és a rajzok fennmaradtak. A modell bizonyos pontokon különbözik a kész épülettől: az emeletre vezető lépcsőpár egyenes és az alaprajz keresztjének egyik szárában található. A lépcsőt később lecserélték a központi elhelyezkedésű csigalépcsővel; hasonló egyébként a blois-i kastény híres csigalépcsője is. 1913-ban Marcel Reymond felvetette, hogy - akárcsak a romorantini kastély a király anyja számára - a kastély teljes terve Leonardo da Vinci keze munkája. Bizonyítani nem sikerült, de a szakértők többsége egyetért abban, hogy legalább a csigalépcső Leonardo tervei alapján készült. 
A király utasítása alapján Francis Pombriant 1519. szeptember 6-án indította el az építkezést. A munkát félbeszakították az 1521–1526-os itáliai háború miatt; a pénzzavarban lévő Ferenc nem tudta finanszírozni az építkezést és alapozásnál is merültek fel problémák. Még 1524-ben is a falak alig látszottak ki a földből. A munka 1526 szeptemberében 1800 munkás részvételével indult újra. Mire Ferenc 1547-ben meghalt, az építkezés 444 070 livre-t emésztett fel.
Ferenc eredetileg vadászkastélynak szánta az épületet, de a király összesen alig másfél hónapot töltött itt. A kastély csak rövid itt-tartózkodásokra volt alkalmas, hosszabb ideig nem lehetett itt lakni - különösen télen -, mert a nagy ablakos, magas mennyezetű, tágas szobákat csak nehezen lehetett kifűteni. A közelben nem volt település sem, így minden élelmiszert - a vadhús kivételével - a lakóknak magukkal kellett hozniuk. Emiatt a kastély többnyire lakatlanul és bútorozatlanul állt. A bútorokat, szőnyegeket, konyhaeszközöket a vadásztársaságot kísérő szolgák hozták ide minden alkalommal. 
A fenti kényelmetlenségek miatt Ferenc halála után a francia királyok nem látogatták a kastélyt és több mint 80 évig üresen állt. 1639-ben XIII. Lajos öccsének, Gaston orléans-i hercegnek adományozta, aki kijavíttatta a romosodó épületet. XIV. Lajos rendbehozatta a főépületet és bebútoroztatta a királyi lakosztályokat. Építtetett egy 1200 férőhelyes istállót is és évente néhány hetet itt töltött vadászattal és egyéb szórakozásokkal. 1685 után azonban már nem látogatta a kastélyt.   
1725 és 1733 között Stanislas Leszczyński, a volt lengyel király és XV. Lajos apósa lakott a chambord-i kastélyban, majd a király 1745-ben Szászországi Móricnak, Franciaország marsalljának adományozta, aki egy ezredet is elszállásolt itt. Móric 1750-ben meghalt és a hatalmas épület újból évtizedekig lakatlan maradt. A híres kalandor Saint-Germain gróf, aki utazásai során találkozott az örök élet elixírjével, amivel Madame de Pompadour márkinőt és XV. Lajost is lenyűgözte. A király és szeretője 1758-ban szobákat adtak neki az üres Château de Chambord-ban, hogy nagy titokban megkíséreljék reprodukálni az elixirt . De a gróf kudarcot vallott ebben a törekvésben, aki 1760-ban az elixíres üvegét is elvesztette Londonban.

### A francia forradalom után

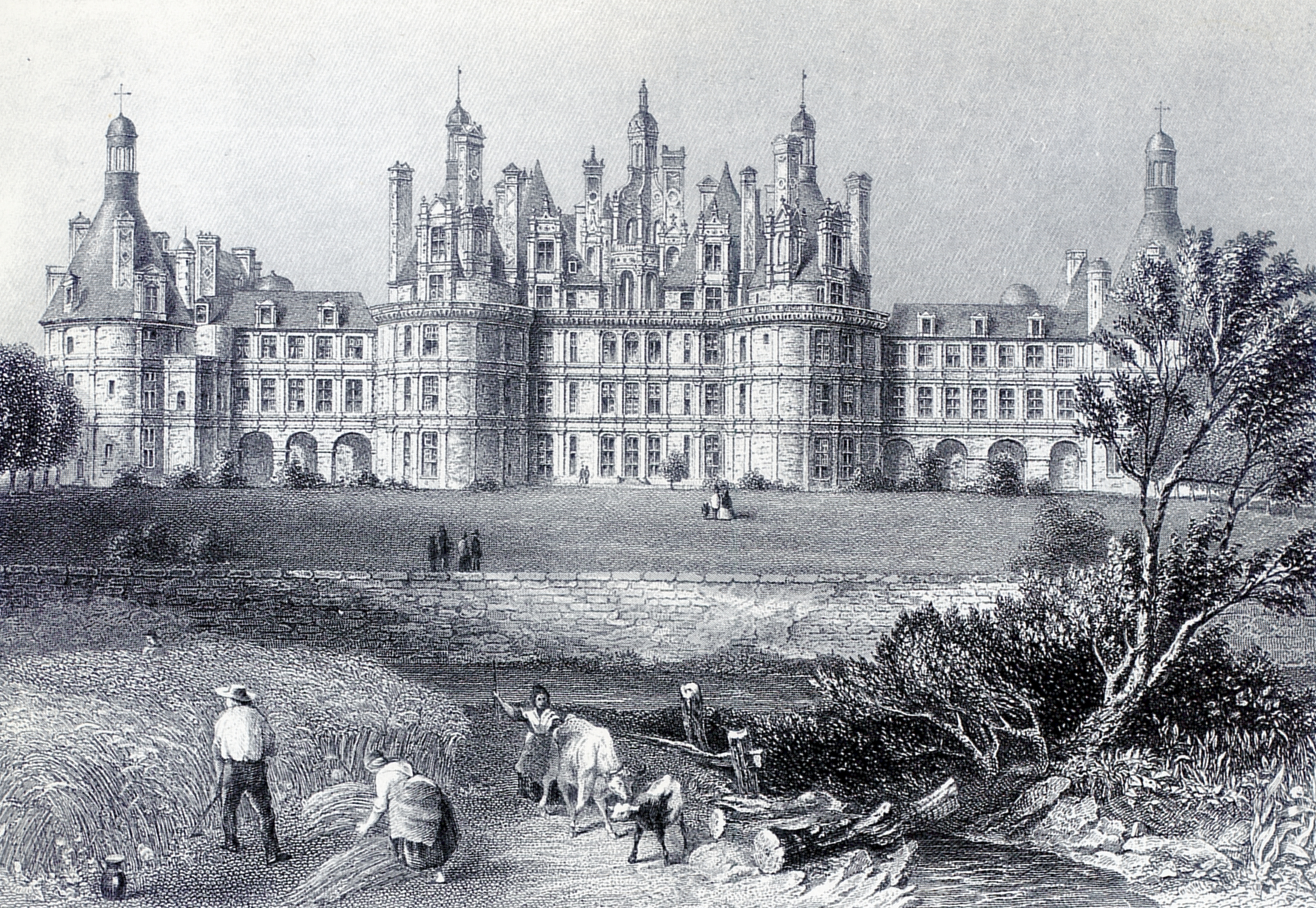
A kastély 1860-as ábrázolása

1792-ben a forradalmi kormány eladatta a bútorokat, még a falak faburkolatát és a padlót is felszedték és faanyagáron elkótyavetyélték. Az ajtókat állítólag eltüzelték, hogy a szobákban meleg legyen, amíg az adásvétel tart. Az üres épület elhagyottan állt, míg Napóleon oda nem adományozta tábornokának, Louis-Alexandre Berthier-nek. Az ő özvegyétől Henri Charles Dieudonné bordeaux-i herceg számára vásárolták meg, aki felvette a Chambord grófja címet is. Nagyapja, X. Károly király elkezdte az épület rendbehozását, de 1830-ban mindkettejüket száműzték. Az 1870-71-es porosz-francia háborúban tábori kórházat rendeztek be itt. 
Chambord grófja 1883-ban meghalt és a túlméretezett épület húga örököseinek, Párma névleges hercegeinek kezére került, akik az olasz egyesítés után már Ausztriában éltek. Róbert herceg, majd az ő 1907-es halála után Éliás herceg elkezdte restauráltatni a kastélyt, de a munkálatokat félbeszakította az első világháború. A francia állam 1915-ben elkobozta, mint ellenséges tulajdont. A pármai hercegek bíróság elé vitték az ügyet, ami egészen 1932-ig húzódott. A kastély jogi helyzete csak ezután rendeződött - a francia állam tulajdona lett - és a restaurálás megkezdése a második világháború utánra húzódott. 
A második világháború kitörése után a Louvre-ban és a compiègne-i kastélyban kiállított műkincseket (köztük a Mona Lisát és a Milói Vénuszt a chambord-i kastélyba szállították át. 1944. június 22-én egy amerikai B-24 Liberator bombázó a kastély kertjébe zuhant le. 
1981-ben az UNESCO a Loire-völgy kastélyait, közte a chambord-it, a Világörökség részévé nyilvánította. Ma a chambord-i kastély a turisták kedvelt célpontja, 2007-ben 700 ezer látogatót vonzott.

## Képgaléria

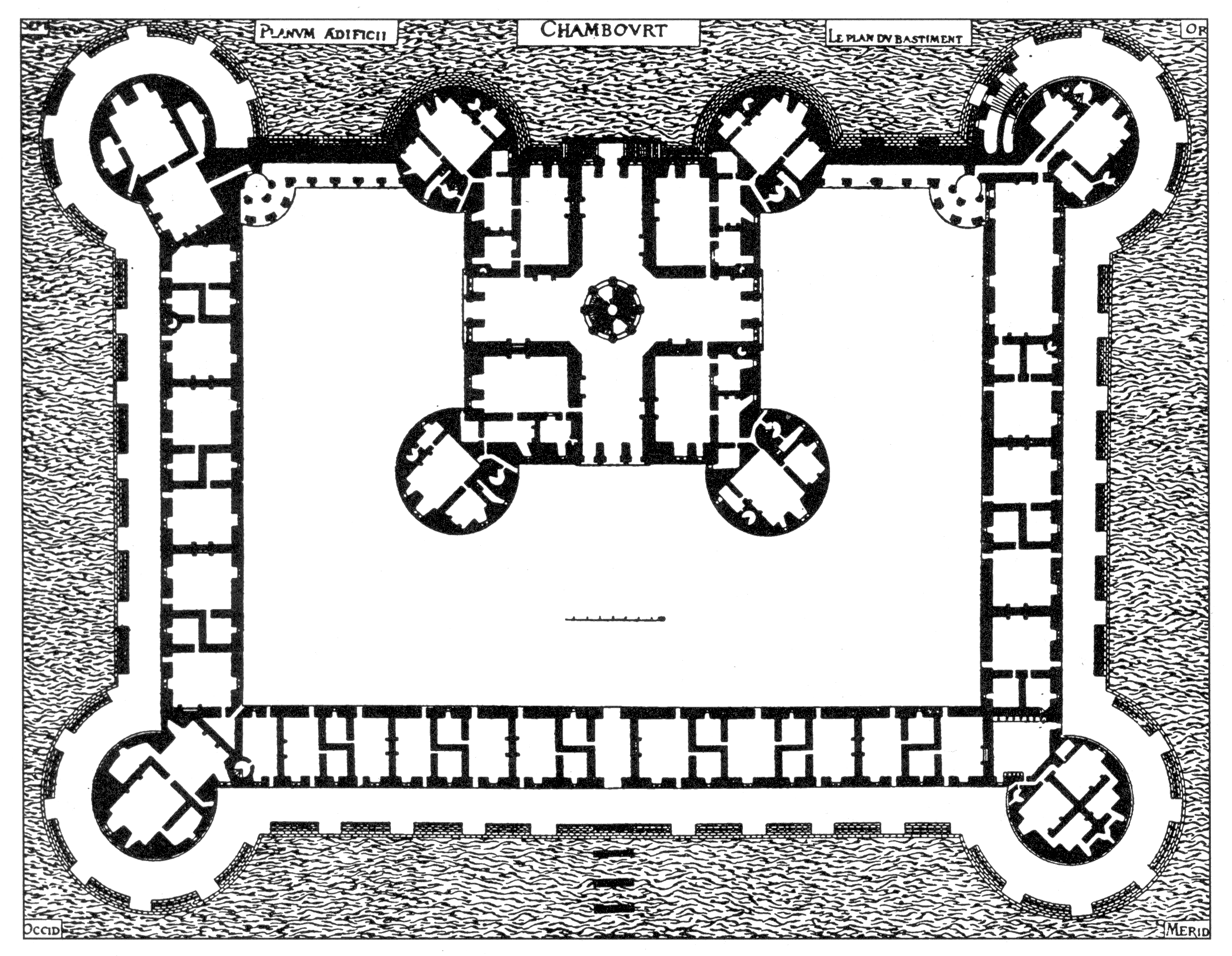
Az alaprajz Jacques Androuet du Cerceau 1576-os ábrázolásában
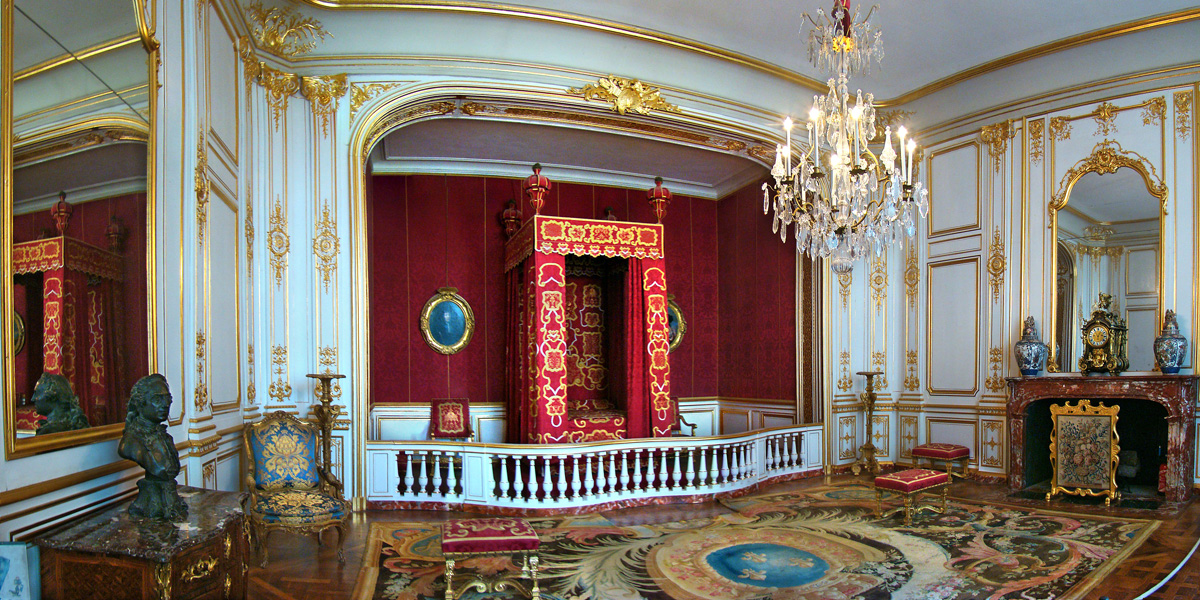
XIV. Lajos hálószobája
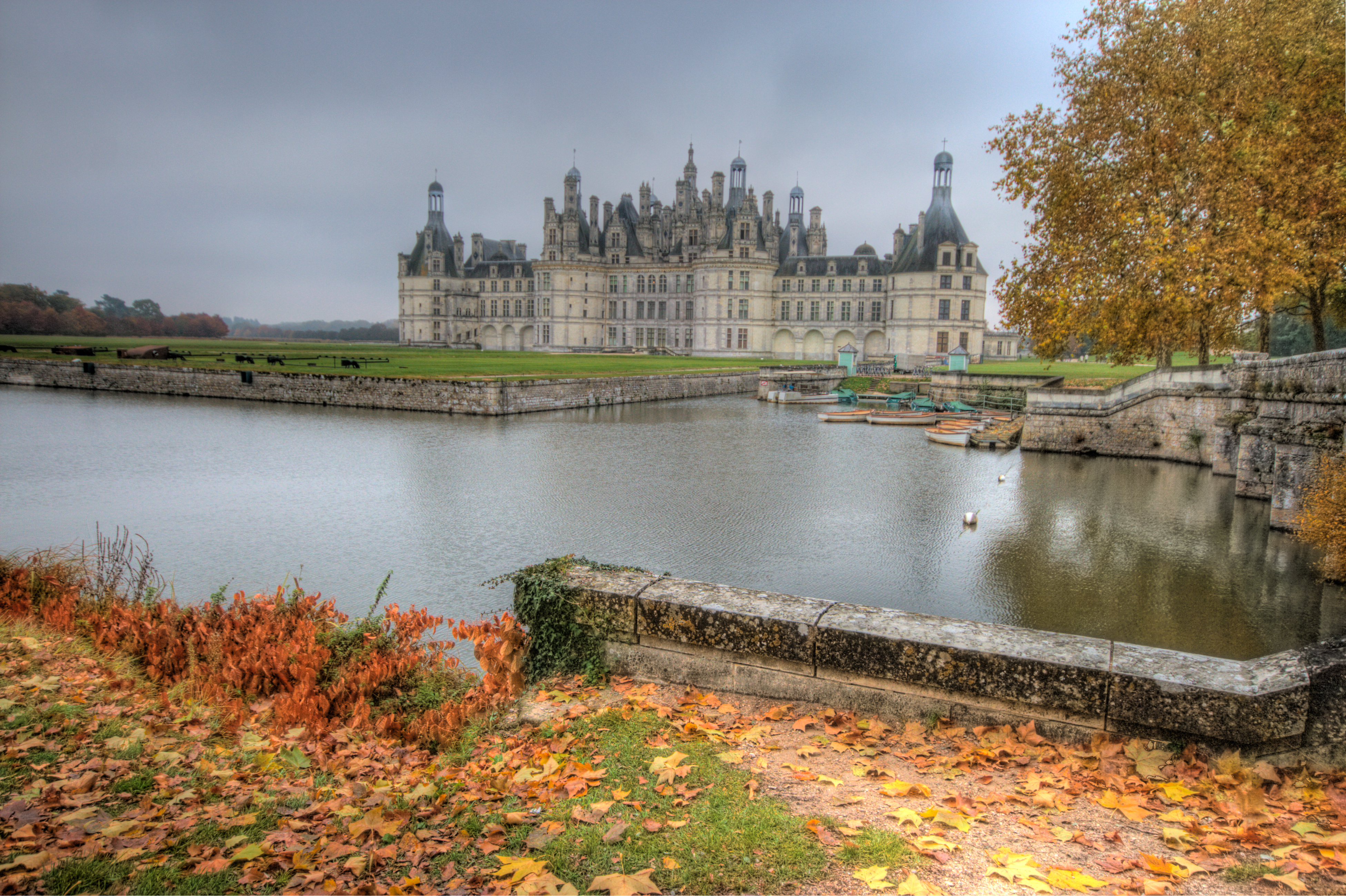
A kastély ősszel
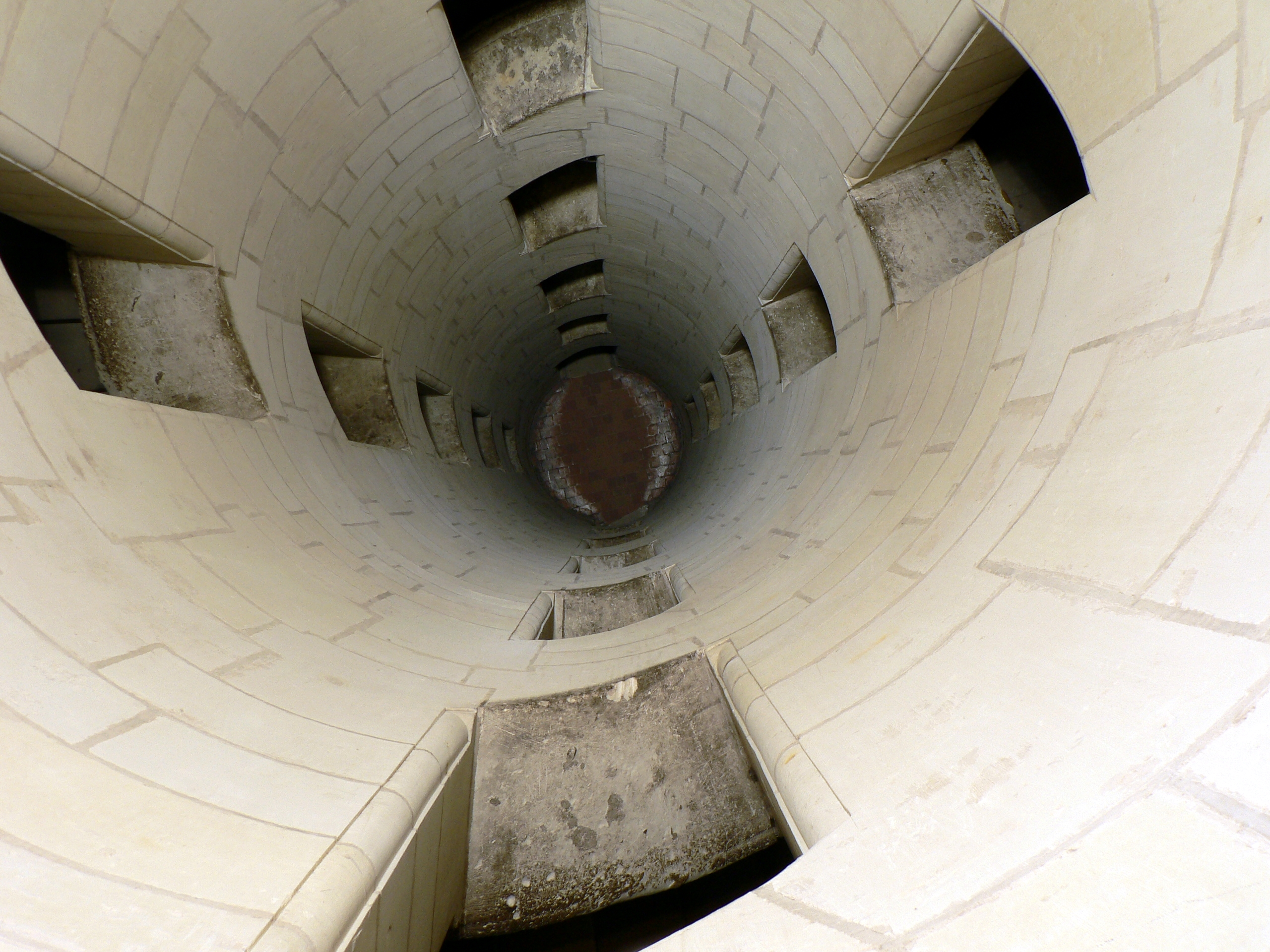
A csigalépcső világítóaknája
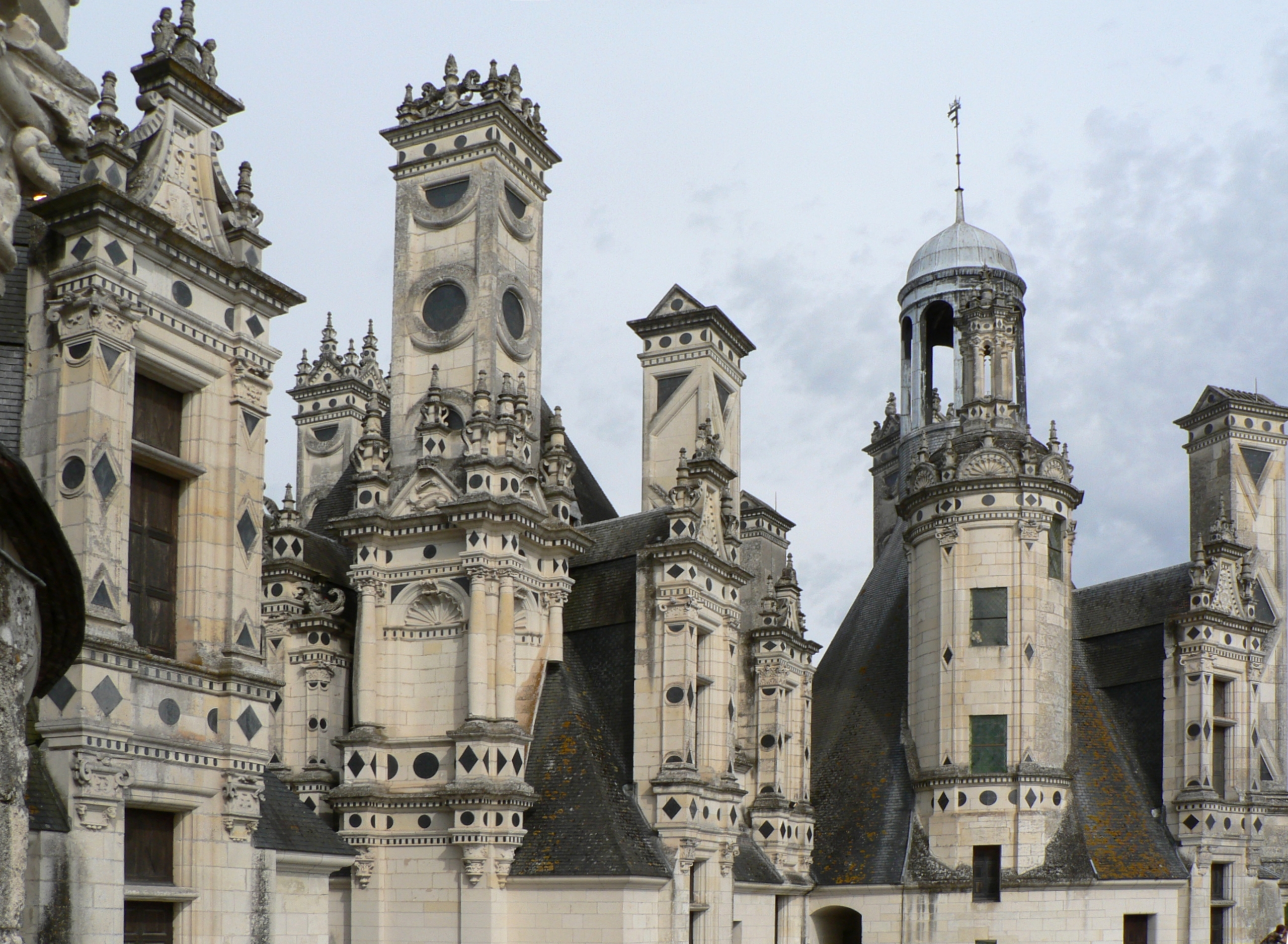
A tető tornyocskái
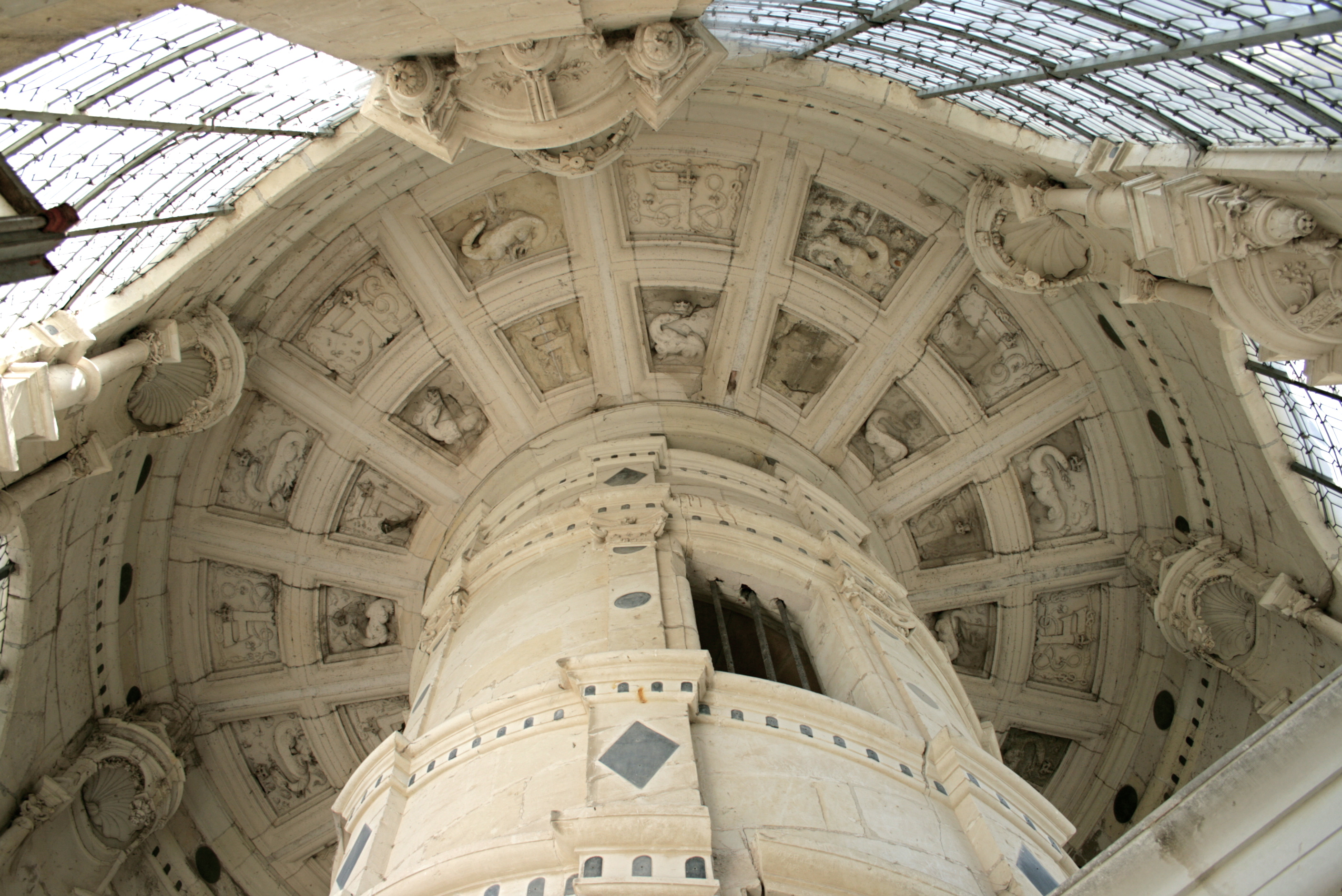
A csigalépcső alulról
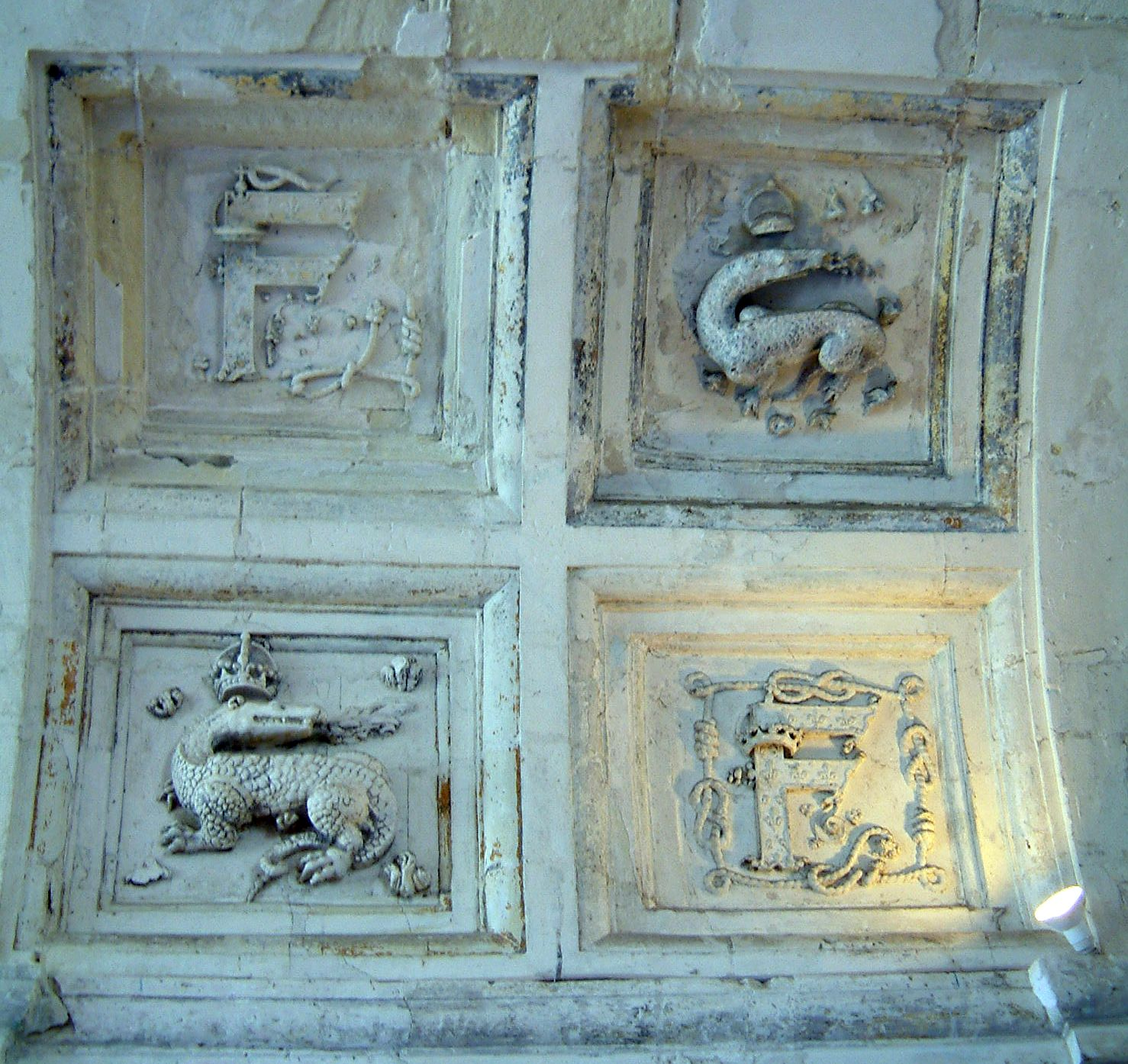
I. Ferenc jelképe, a szalamandra

## Fordítás
- Ez a szócikk részben vagy egészben  a   Château de Chambord című angol Wikipédia-szócikk ezen változatának fordításán alapul.  Az eredeti cikk szerkesztőit annak laptörténete sorolja fel. Ez a jelzés csupán a megfogalmazás eredetét és a szerzői jogokat jelzi, nem szolgál a cikkben szereplő információk forrásmegjelöléseként.